# Paesaggio culturale dei terrazzamenti a riso hani di Honghe
Il paesaggio culturale dei terrazzamenti a riso hani di Honghe è il sistema di terrazze per la coltivazione del riso, dagli Hani, situate nella prefettura di Honghe, nella contea di Yuanyang, nello Yunnan, in Cina. La storia dei terrazzamenti abbraccia circa 1.200 anni. L'area totale si estende su 400.000 ettari e quattro contee: Yuanyang, Honghe, Jinpin e Lüchun, anche se l'area centrale si trova nella contea di Yuanyang. Nel 2013, 16.603 ettari dei terrazzamenti a riso hani di Honghe sono stati inseriti nel patrimonio dell'umanità dell'UNESCO, per la loro eccezionale costruzione, per il sistema socio-ecologico unico e per l'importanza per il popolo Hani.

## Descrizione
I terrazzamenti di riso si trovano sulle rive meridionali del fiume Rosso, sotto le montagne Ailao nello Yunnan meridionale. Il terreno accidentato e montuoso e l'elevata piovosità annuale hanno portato alla creazione di un complesso sistema di terrazze per la coltivazione del riso, con alcune località che hanno oltre 3000 terrazze tra il limite della foresta e il fondovalle. Canali di irrigazione artificiali in arenaria distribuiscono l'acqua nei terreni. Questo sistema è stato mantenuto e gestito dal popolo Hani per oltre 1.300 anni. La coltivazione del riso è una parte importante della cultura, della teologia, del calendario e del sistema politico Hani.
Le terrazze seguono una struttura verticale che ha permesso al paesaggio di persistere per così tanto tempo, incorporando foreste, villaggi, terrazze e approvvigionamento idrico. Sulle cime delle montagne (sopra i 2000 metri di altitudine) si conservano i boschi, che fungono da bacino idrico assorbendo le precipitazioni per poi "ricaricare" i campi e i terrazzamenti sottostanti. Un intricato sistema di canali e fossati devia l'acqua nei terrazzamenti sottostanti. I villaggi della regione sono generalmente costruiti appena sotto le foreste, tra 1400 e 2000 metri. Nel sito patrimonio dell'umanità sono protetti 82 villaggi, ciascuno con 50-100 famiglie. Gli edifici sono generalmente realizzati in mattoni e pietra. Ogni famiglia coltiva uno o due appezzamenti a terrazza sottostanti, di solito coltivando riso rosso e allevando bestiame.

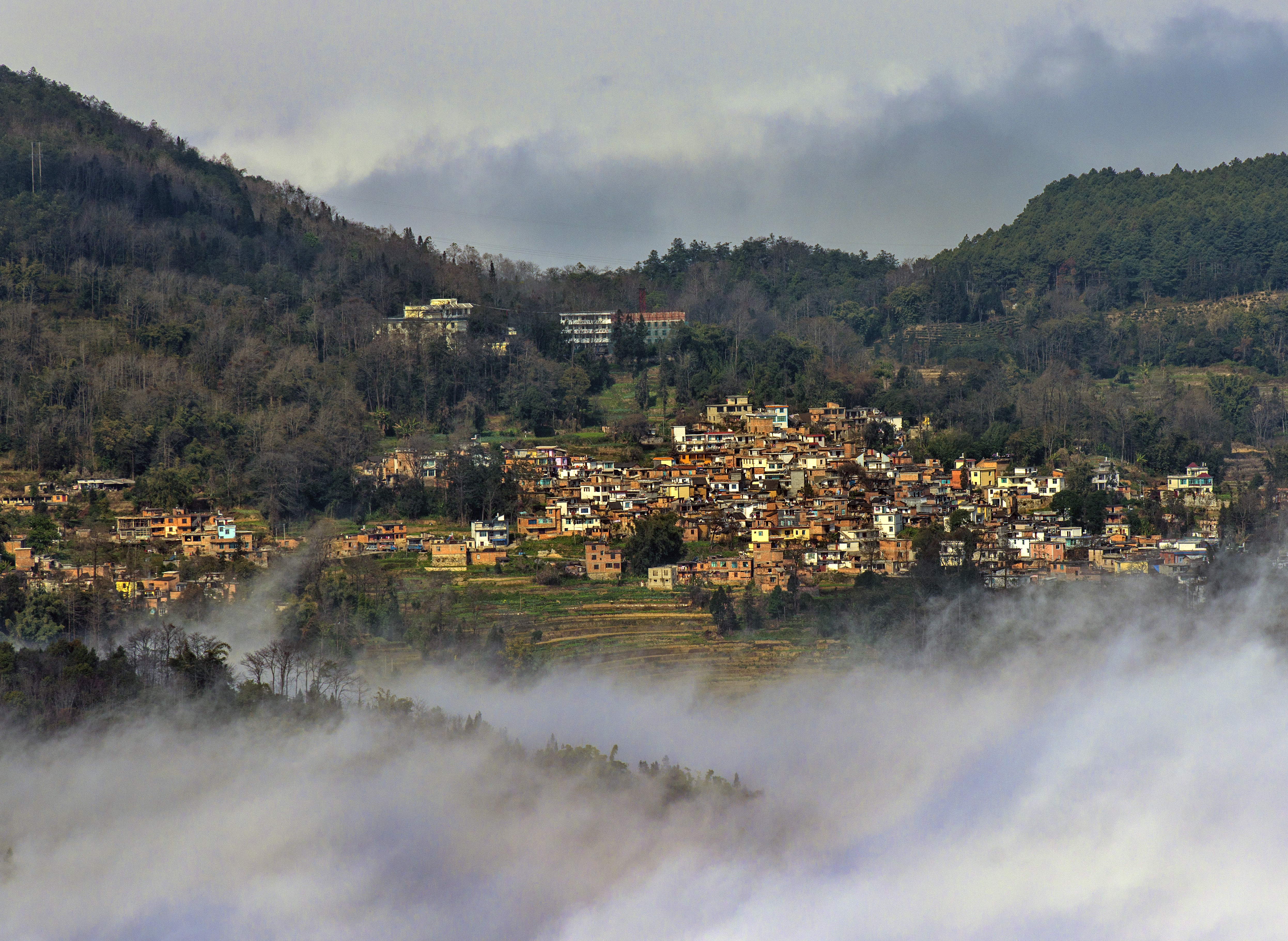
Villaggio Hagi sulla montagna
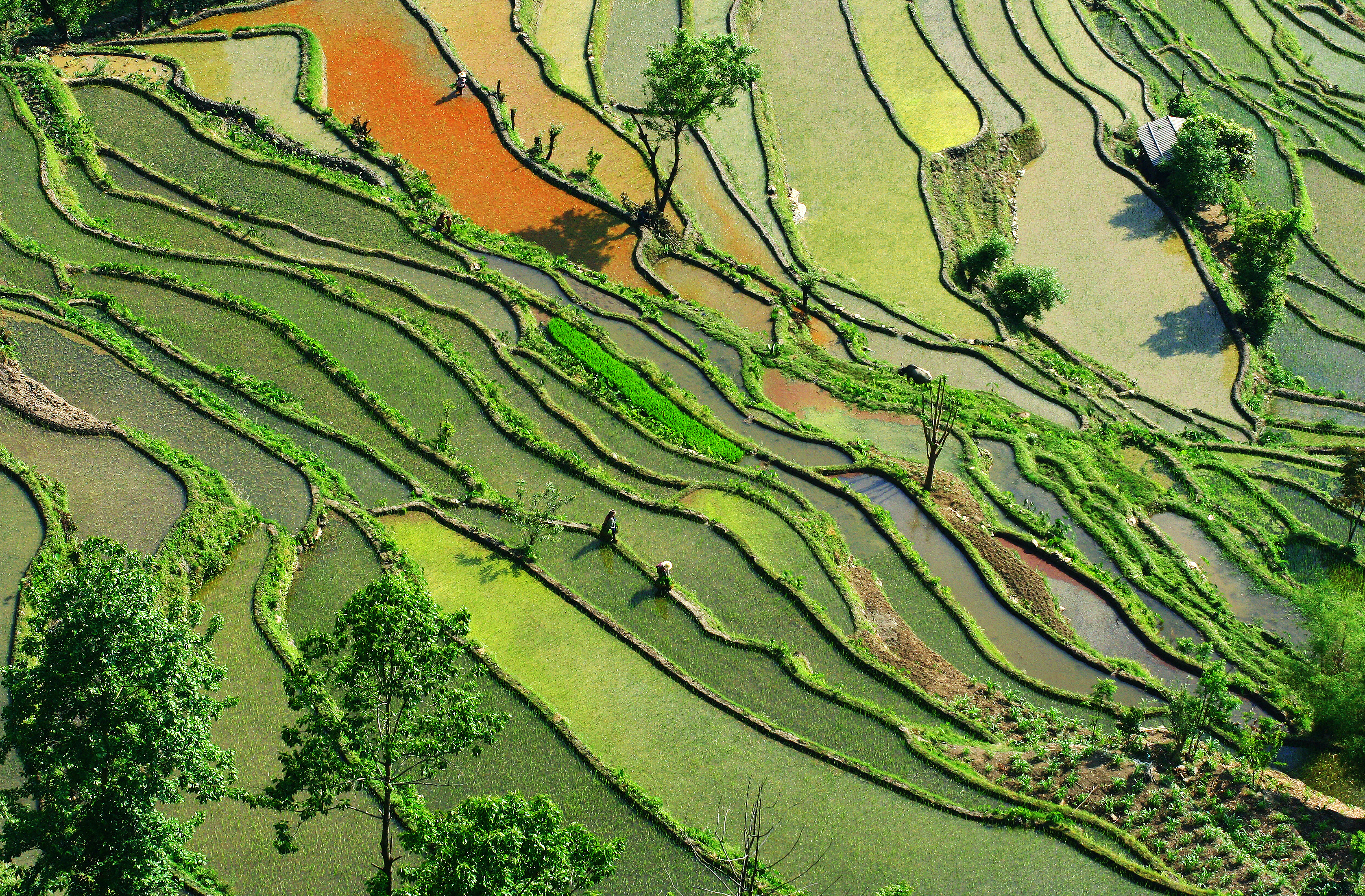
Terrazzamenti visti dall'alto
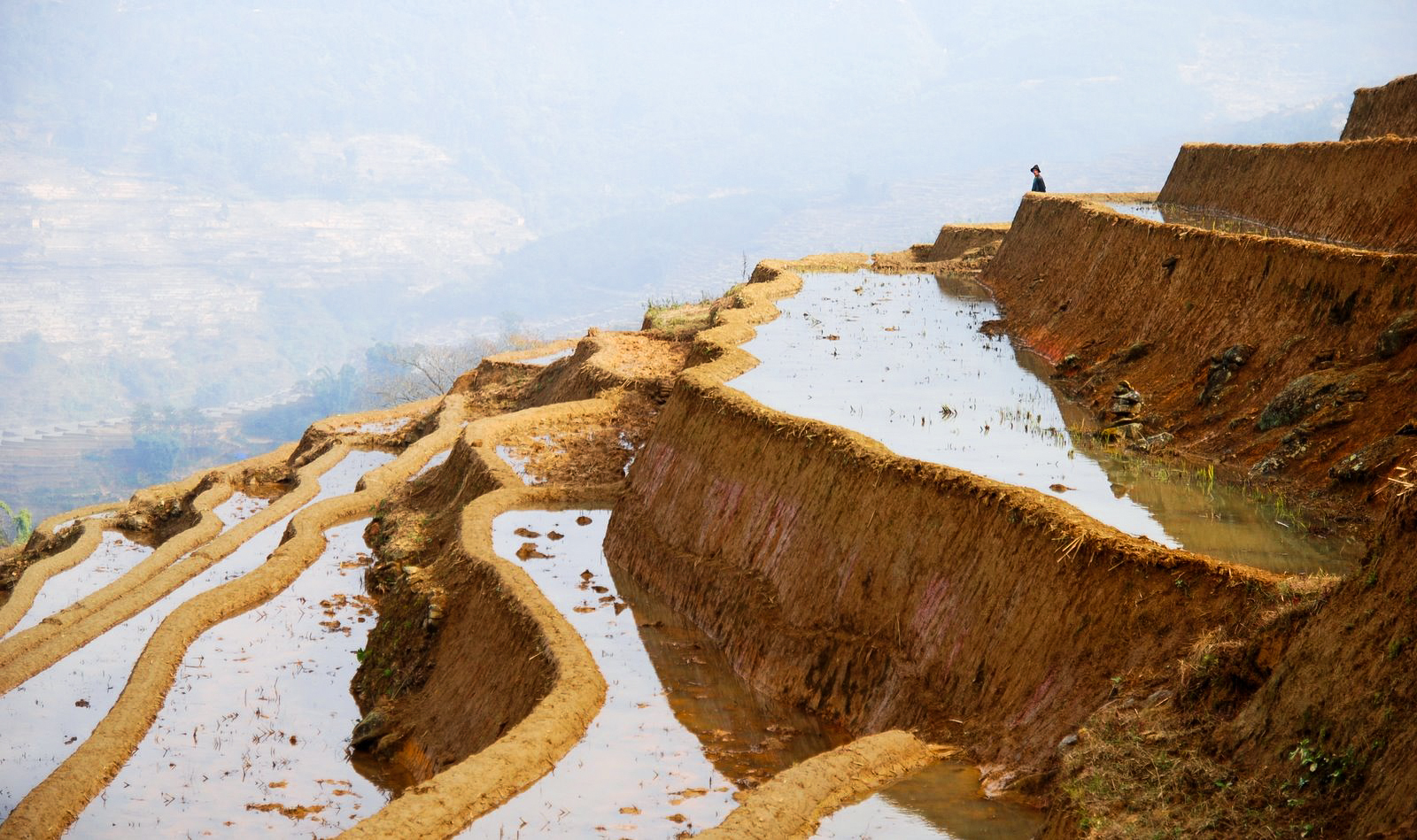
Altri terrazzamenti a risaia